# 扇尾鏢鱸
扇尾鏢鱸為輻鰭魚綱鱸形目鱸亞目河鱸科的其中一種，分布於加拿大、美國五大湖及密西西比河流域，體長可達8.4公分，棲息在石底質的河流或水塘，屬肉食性，以水生昆蟲為食，雌魚會將卵產在岩石下方，由雄魚守護。